# Chrysoporthella
Chrysoporthella är ett släkte av svampar. Chrysoporthella ingår i familjen Cryphonectriaceae, ordningen Diaporthales, klassen Sordariomycetes, divisionen sporsäcksvampar och riket svampar.
|                 | Endothia                                     |
|                 |                                              |
|                 | Cryphonectria                                |
|                 |                                              |
|                 | Endothiella                                  |
|                 |                                              |
|                 | Chrysoporthe                                 |
|                 |                                              |
|                 | Amphilogia                                   |
|                 |                                              |
|                 | Aurapex                                      |
|                 |                                              |
|                 | Celoporthe                                   |
|                 |                                              |
|                 | Holocryphia                                  |
|                 |                                              |
|                 | Ursicollum                                   |
|                 |                                              |
|                 | Microthia                                    |
|                 |                                              |
|                 | Prosopidicola                                |
|                 |                                              |
| Chrysoporthella | \| \| Chrysoporthella hodgesiana \| \| \| \| |
|                 | \| \| Chrysoporthella hodgesiana \| \| \| \| |
|                 | Rostraureum                                  |
|                 |                                              |
|                 | Chrysoporthella hodgesiana                   |
|                 |                                              |

|  | Chrysoporthella hodgesiana |
|  |                            |